# FK Volga Tver
Maillots
Le Volga Tver (russe : «Волга» Тверь) est un club de football russe fondé en 1957 et basé à Tver.

## Histoire
Fondé en 1957, le club obtient le statut professionnel dès l'année suivante et évolue quasi-exclusivement en troisième division durant toute sa période soviétique.
Après la dissolution de l'Union soviétique, il est intégré dans la nouvelle deuxième division russe pour la saison 1992, à l'issue de laquelle il est relégué en troisième division après avoir terminé dernier du groupe Ouest. Le club perd son statut professionnel lors de sa relégation en quatrième division à l'issue de la saison 1999.
Le Volga fait son retour dans le monde professionnel à l'occasion de la saison 2004. Il évolue en troisième division jusqu'à sa relégation administrative à l'issue de la 2016-2017 pour des raisons financières, qui le poussent également à se retirer de la quatrième division pour la saison 2017. Un projet de retour du club dans le monde professionnel, sous le nom Volga-1908, pour la saison 2018-2019 est mis sur pied au début de l'été 2018, l'équipe recevant une licence sous la condition de réunir le financement nécessaire, ce qui n'est finalement pas le cas, amenant à l'abandon du projet.

## Bilan sportif

### Classements en championnat
La frise ci-dessous résume les classements successifs du club en championnat d'Union soviétique.
La frise ci-dessous résume les classements successifs du club en championnat de Russie.

### Bilan par saison
Légende
- Promotion en division supérieure
- Relégation en division inférieure

#### Période soviétique
| Saison | Championnat | Championnat | Championnat | Championnat | Championnat | Championnat | Championnat | Championnat | Championnat | Championnat | Coupe d'URSS        |
| Saison | Division    | Pos         | Pts         | J           | V           | N           | D           | BP          | BC          | Diff        | Coupe d'URSS        |
| ------ | ----------- | ----------- | ----------- | ----------- | ----------- | ----------- | ----------- | ----------- | ----------- | ----------- | ------------------- |
| 1958   | 2e Zone 3   | 11e         | 28          | 30          | 9           | 10          | 11          | 36          | 34          | +2          | Premier tour Q      |
| 1959   | 2e Zone 5   | 2e          | 36          | 26          | 15          | 6           | 5           | 58          | 31          | +27         | —                   |
| 1960   | 2e Russie 2 | 1er         | 43          | 28          | 19          | 5           | 4           | 68          | 28          | +40         | Premier tour Q      |
| 1961   | 2e Russie 1 | 1er         | 37          | 24          | 16          | 5           | 3           | 52          | 11          | +41         | Premier tour        |
| 1962   | 2e Russie 1 | 11e         | 30          | 32          | 9           | 12          | 11          | 25          | 38          | -13         | Premier tour Q      |
| 1963   | 3e Russie 1 | 2e          | 42          | 30          | 19          | 4           | 7           | 50          | 33          | +17         | Huitièmes de finale |
| 1964   | 2e          | 24e         | 30          | 38          | 9           | 12          | 17          | 30          | 45          | -15         | Deuxième tour       |
| 1965   | 2e          | 30e         | 35          | 46          | 12          | 11          | 23          | 33          | 57          | -24         | —                   |
| 1966   | 2e Groupe 2 | 11e         | 32          | 34          | 11          | 10          | 13          | 32          | 46          | -14         | Troisième tour      |
| 1967   | 2e Groupe 2 | 20e         | 18          | 38          | 4           | 10          | 24          | 23          | 62          | -39         | Seizièmes de finale |
| 1968   | 2e Groupe 1 | 15e         | 34          | 40          | 11          | 12          | 17          | 33          | 44          | -11         | Premier tour        |
| 1969   | 2e Groupe 1 | 9e          | 36          | 38          | 12          | 12          | 14          | 36          | 39          | -3          | Deuxième tour       |
| 1970   | 3e Zone 2   | 3e          | 55          | 42          | 22          | 11          | 9           | 57          | 31          | +26         | Troisième tour      |
| 1971   | 3e Zone 2   | 4e          | 66          | 38          | 17          | 15          | 6           | 35          | 20          | +15         | —                   |
| 1972   | 3e Zone 2   | 3e          | 73          | 38          | 21          | 10          | 7           | 58          | 26          | +32         | —                   |
| 1973   | 3e Zone 2   | 5e          | 32          | 32          | 15          | 7           | 10          | 44          | 28          | +16         | —                   |
| 1974   | 3e Zone 2   | 9e          | 42          | 40          | 17          | 8           | 15          | 59          | 48          | +11         | —                   |
| 1975   | 3e Zone 2   | 5e          | 44          | 34          | 16          | 12          | 6           | 47          | 27          | +20         | —                   |
| 1976   | 3e Zone 3   | 5e          | 49          | 40          | 21          | 7           | 12          | 57          | 37          | +20         | —                   |
| 1977   | 3e Zone 1   | 7e          | 46          | 40          | 18          | 10          | 12          | 54          | 46          | +8          | —                   |
| 1978   | 3e Zone 1   | 3e          | 69          | 46          | 30          | 9           | 7           | 84          | 33          | +51         | —                   |
| 1979   | 3e Zone 1   | 10e         | 52          | 46          | 20          | 12          | 14          | 55          | 39          | +16         | —                   |
| 1980   | 3e Zone 1   | 6e          | 45          | 36          | 19          | 7           | 10          | 48          | 31          | +17         | —                   |
| 1981   | 3e Zone 1   | 12e         | 30          | 32          | 9           | 12          | 11          | 42          | 31          | +11         | —                   |
| 1982   | 3e Zone 1   | 5e          | 34          | 30          | 13          | 8           | 9           | 24          | 23          | +1          | —                   |
| 1983   | 3e Zone 1   | 13e         | 25          | 30          | 9           | 7           | 14          | 28          | 38          | -10         | —                   |
| 1984   | 3e Zone 1   | 7e          | 38          | 32          | 16          | 6           | 10          | 39          | 40          | -1          | —                   |
| 1985   | 3e Zone 1   | 17e         | 12          | 32          | 5           | 2           | 25          | 15          | 69          | -54         | —                   |
| 1986   | 3e Zone 1   | 13e         | 22          | 30          | 6           | 10          | 14          | 22          | 34          | -12         | —                   |
| 1987   | 3e Zone 1   | 14e         | 24          | 32          | 8           | 8           | 16          | 26          | 52          | -26         | —                   |
| 1988   | 3e Zone 1   | 20e         | 20          | 38          | 5           | 10          | 23          | 25          | 73          | -48         | —                   |
| 1989   | 3e Zone 1   | 9e          | 45          | 42          | 17          | 11          | 14          | 54          | 49          | +5          | —                   |
| 1990   | 4e Zone 6   | 1er         | 47          | 32          | 28          | 11          | 3           | 53          | 28          | +25         | —                   |
| 1991   | 3e Centre   | 20e         | 33          | 42          | 14          | 5           | 23          | 35          | 66          | -31         | —                   |

#### Période russe
| Saison    | Championnat    | Championnat  | Championnat  | Championnat  | Championnat  | Championnat  | Championnat  | Championnat  | Championnat  | Championnat  | Coupe de Russie     |
| Saison    | Division       | Pos          | Pts          | J            | V            | N            | D            | BP           | BC           | Diff         | Coupe de Russie     |
| --------- | -------------- | ------------ | ------------ | ------------ | ------------ | ------------ | ------------ | ------------ | ------------ | ------------ | ------------------- |
| 1992      | 2e Ouest       | 18e          | 19           | 34           | 7            | 5            | 22           | 31           | 85           | -54          | —                   |
| 1993      | 3e Zone 5      | 4e           | 40           | 30           | 17           | 6            | 7            | 56           | 26           | +30          | Quatrième tour      |
| 1994      | 3e Ouest       | 14e          | 32           | 40           | 13           | 6            | 21           | 40           | 70           | -30          | Deuxième tour       |
| 1995      | 3e Ouest       | 20e          | 34           | 42           | 10           | 4            | 28           | 36           | 73           | -37          | Seizièmes de finale |
| 1996      | 4e Zone 4      | 2e           | 63           | 30           | 18           | 9            | 3            | 42           | 21           | +21          | Troisième tour      |
| 1997      | 3e Centre      | 11e          | 56           | 40           | 15           | 11           | 14           | 40           | 45           | -5           | —                   |
| 1998      | 3e Ouest       | 15e          | 45           | 40           | 12           | 9            | 19           | 34           | 41           | -7           | Premier tour        |
| 1999      | 3e Ouest       | 19e          | 29           | 38           | 7            | 8            | 23           | 27           | 56           | -29          | Deuxième tour       |
| 2000      | 4e Anneau d'or | 7e           | 39           | 28           | 11           | 6            | 11           | 28           | 31           | -3           | Deuxième tour       |
| 2001      | 4e Anneau d'or | 9e           | 33           | 24           | 9            | 6            | 9            | 37           | 28           | +9           | —                   |
| 2002      | 4e Anneau d'or | 4e           | 45           | 22           | 13           | 6            | 3            | 46           | 10           | +36          | —                   |
| 2003      | 4e Anneau d'or | 2e           | 37           | 16           | 12           | 1            | 3            | 34           | 12           | +22          | —                   |
| 2004      | 3e Ouest       | 3e           | 59           | 32           | 17           | 8            | 7            | 42           | 28           | +14          | —                   |
| 2005      | 3e Ouest       | 12e          | 33           | 32           | 8            | 9            | 15           | 35           | 45           | -10          | Premier tour        |
| 2006      | 3e Ouest       | 6e           | 56           | 34           | 18           | 2            | 14           | 46           | 39           | +7           | Quatrième tour      |
| 2007      | 3e Ouest       | 14e          | 32           | 30           | 7            | 11           | 12           | 28           | 39           | -11          | Premier tour        |
| 2008      | 3e Ouest       | 5e           | 56           | 36           | 16           | 8            | 12           | 46           | 32           | +14          | Cinquième tour      |
| 2009      | 3e Ouest       | 7e           | 55           | 36           | 15           | 10           | 11           | 47           | 45           | +2           | Cinquième tour      |
| 2010      | 3e Ouest       | 9e           | 44           | 32           | 12           | 8            | 12           | 30           | 29           | +1           | Quarts de finale    |
| 2011-2012 | 3e Ouest       | 6e           | 77           | 45           | 22           | 11           | 12           | 60           | 35           | +25          | Quatrième tour      |
| 2011-2012 | 3e Ouest       | 6e           | 77           | 45           | 22           | 11           | 12           | 60           | 35           | +25          | Cinquième tour      |
| 2012-2013 | 3e Ouest       | 5e           | 41           | 26           | 12           | 5            | 9            | 31           | 22           | +9           | Deuxième tour       |
| 2013-2014 | 3e Ouest       | 16e          | 26           | 32           | 6            | 8            | 18           | 28           | 52           | -24          | Premier tour        |
| 2014-2015 | 3e Ouest       | 11e          | 32           | 30           | 9            | 5            | 16           | 36           | 54           | -18          | Deuxième tour       |
| 2015-2016 | 3e Ouest       | 11e          | 28           | 28           | 7            | 7            | 14           | 26           | 43           | -17          | Seizièmes de finale |
| 2016-2017 | 3e Ouest       | 14e          | 16           | 26           | 4            | 4            | 18           | 14           | 50           | -36          | Premier tour        |
| 2018      | Club inactif   | Club inactif | Club inactif | Club inactif | Club inactif | Club inactif | Club inactif | Club inactif | Club inactif | Club inactif | Club inactif        |